# Olajide Omotayo
Olajide Omotayo (* 6. Juli 1995 in Lagos) ist ein nigerianischer Tischtennisspieler. Er ist Afrikameister mit der Mannschaft, Afrikaspielesieger im Einzel und mit der Mannschaft und zählt mit zahlreichen weiteren Medaillen bei afrikanischen Turnieren zu den besten Spielern Afrikas. Er ist der einzige männliche nigerianische Athlet, der sich seinen Platz bei den Olympischen Spielen 2021 sicherte. 2019 wurde er von der ITTF als nigerianischer Sportler des Jahres nominiert.

## Werdegang
Olajide begann im Alter von 8 Jahren mit dem Tischtennissport. Er wurde von seiner Schwester Omobolanle Omotayo, einer einmaligen nationalen Tischtennis-Meisterin, in das Spiel eingeführt. Er begann seine Karriere bei einem örtlichen Verein, dem Summer Table Tennis Club in seiner Nachbarschaft. Mit 9 Jahren vertrat er seine Schule beim staatlichen Tischtenniswettbewerb für Grundschulen und beim nationalen Schulsportwettbewerb in Lagos. Mit 11 Jahren begann er, Nigeria bei internationalen Wettbewerben zu vertreten. Bei jedem afrikanischen Turnier gewann der Nigerianer dabei mindestens einmal eine Medaille.

## Turnierergebnisse
| Verband | Veranstaltung              | Jahr | Ort         | Land | Einzel        | Doppel        | Mixed         | Team          |
| ------- | -------------------------- | ---- | ----------- | ---- | ------------- | ------------- | ------------- | ------------- |
| NGR     | Afrikameisterschaft        | 2018 | Port Louis  | MRI  | Halbfinale    | Viertelfinale | letzte 16     | Gold          |
| NGR     | Afrikameisterschaft        | 2016 | Agadir      | MAR  | letzte 32     | Halbfinale    |               | Silber        |
| NGR     | African Cup                | 2020 | Tunis       | TUN  | Viertelfinale |               |               |               |
| NGR     | African Cup                | 2019 | Lagos       | NGR  | Viertelfinale |               |               |               |
| NGR     | Afrikaspiele               | 2019 | Rabat       | MAR  | Gold          | Halbfinale    | Viertelfinale | Silber        |
| NGR     | Afrikaspiele               | 2015 | Brazzaville | CGO  | Qual.         |               |               | Gold          |
| NGR     | Commonwealth Meisterschaft | 2019 | Cuttack     | IND  | letzte 16     |               |               |               |
| NGR     | Commonwealth Meisterschaft | 2013 | Neu-Delhi   | IND  | Qual.         |               |               | Viertelfinale |
| NGR     | Commonwealth Games         | 2018 | Gold Coast  | AUS  |               |               |               | Silber        |
| NGR     | Challenge Series           | 2020 | Lissabon    | POR  | letzte 64     | letzte 16     |               |               |
| NGR     | Challenge Series           | 2020 | Granada     | ESP  | letzte 32     |               |               |               |
| NGR     | Challenge Series           | 2019 | Lagos       | NGR  | letzte 64     | Silber        | Halbfinale    |               |
| NGR     | Challenge Series           | 2019 | Belgrad     | SRB  | letzte 32     | letzte 16     |               |               |
| NGR     | Challenge Series           | 2018 | De Haan     | BEL  | letzte 128    |               |               |               |
| NGR     | World Tour                 | 2020 | Budapest    | HUN  | letzte 128    |               |               |               |
| NGR     | World Tour                 | 2020 | Magdeburg   | GER  | letzte 128    |               |               |               |
| NGR     | World Tour                 | 2019 | Linz        | AUT  | letzte 128    |               |               |               |
| NGR     | World Tour                 | 2019 | Budapest    | HUN  | letzte 128    |               |               |               |
| NGR     | World Tour                 | 2019 | Doha        | QAT  | letzte 128    |               |               |               |
| NGR     | World Tour                 | 2017 | Olmütz      | CZE  | Qual.         |               |               |               |
| NGR     | World Tour                 | 2016 | Lagos       | NGR  |               |               |               |               |
| NGR     | Weltmeisterschaft          | 2019 | Budapest    | HUN  | Qual.         | letzte 64     |               |               |
| NGR     | Weltmeisterschaft          | 2018 | Halmstad    | SWE  |               |               |               | 29            |
| NGR     | Weltmeisterschaft          | 2017 | Düsseldorf  | GER  | Qual.         | letzte 32     |               |               |
| NGR     | World Team Cup             | 2019 | Tokio       | JPN  |               |               |               | 9             |
| NGR     | Jugend-Weltmeisterschaft   | 2013 | Rabat       | MAR  | Qual.         | letzte 32     | letzte 64     | 15            |

## Privates
Olajide Omotayo hat sechs weitere Geschwister. Er besuchte die Pedro Primary School und später die Marokko Comprehensive High School.